# Rainhard Fendrich
Rainhard Fendrich (Wenen, 27 februari 1955) is een Oostenrijkse liedjesmaker, presentator en acteur.

## Jeugd en opleiding
Fendrichs moeder was een Sudetenduitse, de familie van zijn vader was afkomstig uit Servië. Zijn vader was machinebouw-ingenieur, zijn moeder mannequin. Hij heeft een oudere broer. Op 10-jarige leeftijd ging Fendrich op een katholiek internaat, waar hij tot zijn 17e jaar verbleef. Op het internaat was hij misdienaar en zong hij in het koor. Zijn piano-onderricht werd geschrapt wegens zijn slechte wiskundecijfers. Toen hij op 15-jarige leeftijd een gitaar kreeg, leerde hij zelf de handgrepen en begon teksten te schrijven. Toenmalige frustrerende ervaringen met meisjes vinden hun uitlaatklep later, bijvoorbeeld in Cyrano (1991) en Frieda (2001). Een studie rechtswetenschap brak hij af om met verschillende jobs zijn toneel- en zangonderricht te kunnen bekostigen.

## Carrière

### 1980 - 1986
Fendrich trad vanaf 1980 op bij het Theater an der Wien in Die Gräfin vom Naschmarkt en speelde daar in 1982 Judas in de succesmusical Jesus Christ Superstar. In 1980 werd hij ook door Hans Gratzer gecontracteerd voor een opvoeringsserie van Hamlet in het Schauspielhaus. Ook had hij zijn eerste tv-optredens als zanger in het ORF-programma Wir-extra ten gunste van kinderen in de Derde Wereld en kreeg zijn eerste platencontract. In Tritsch Tratsch volgde in 1981 een volgend optreden met het lied Zweierbeziehung over een man met de overblijfselen van zijn auto. Het debuutalbum Ich wollte nie einer von denen sein verscheen in mei van hetzelfde jaar, maar kon vervolgens geen hoge verkoopcijfers realiseren.
Maanden later, in augustus 1981, scoorde hij met Strada del sole de Oostenrijkse zomerhit van het jaar. In totaal werd de single 99.000 keer verkocht in Oostenrijk, wat overeenkomt met de hedendaagse status van drievoudig platina. Eveneens succesvol was het tweede album Und alles ist ganz anders word'n. Met Schickeria en Oben Ohne volgden in 1982 de volgende nummer 1-hits. Tegen deze periode werd Fendrich reeds als Shooting Star van de Austropop gevierd. In 1983 presenteerde hij zijn eerste compilatie Ein winzig klaner Tropfen Zeit. Bovendien trad hij in hetzelfde jaar op met Wolfgang Ambros bij het Schulschluss-Open-Air in het Weense Gerhard Hanappistadion. Dit concert werd op een livecompilatie met het album Open Air uitgebracht.
Met Auf und davon lukte Fendrich weer een volgend succes. Ofschoon de lp de commerciële verwachtingen van het voorgaande album niet geheel kon waarmaken, wat ook niet het geval was met de singles, trad hij op meerdere uitverkochte concerten tijdens zijn tournee op. Dit leidde ertoe, dat het nummer Weus'd a Herz hast wia a Bergwerk tweemaal als single verkrijgbaar was in een studio- en in een liveversie. Na een kort vertrek uit de openbaarheid verschenen in 1985 en 1986 de albums Wien bei Nacht en Kein schöner Land. Bovendien bracht men een verdere livecompilatie op de markt.

### 1988 - 1997
Met Macho Macho, grotendeels gezongen in het Weens, bereikte in 1988 voor de eerste keer weer een van zijn singles de toppositie. Bovendien volgde daarop ook in Duitsland de grote doorbraak met de 2e plaats. Ook in Zwitserland werd een top 3-positie bereikt. Het lied werd door Fendrich binnen 5 minuten geschreven. In Oostenrijk en Duitsland uniform bekend is zijn optreden met Reinhard Mey, met Ein Loch in der Kanne in het tv-programma Was wäre wenn (1988). In 1989 verscheen de lp Von Zeit zu Zeit, die de commerciële verwachtingen van Fendrich bijlange na niet kon waarmaken. Ook de singles Von Zeit zu Zeit en I Am From Austria ontpopten zich vooralsnog als flop. In het verdere verloop ontwikkelde zich echter het nummer I Am From Austria tot geheime bondshymne van Oostenrijk en werd in 2011 in het kader van de ORF-uitzending Österreich wählt gekozen tot grootste Austropophit aller tijden.
In 1991 verscheen het album Nix is fix, geproduceerd door Tato Gomez bij BMG Ariola, dat het succes van vroegere tijden herhalen kon. Het album kon zich 32 weken lang handhaven in de Oostenrijkse hitlijst en was vijf weken op de eerste plaats te vinden. Een jaar later trad Fendrich bij de heropening van de Wiener Festwochen op met de Wiener Symphoniker, onder het project Vienna Symphonic Orchestra Project van en met Christian Kolonovits, die het concert dirigeerde en waar ook het Arnold Schoenberg Chor meewerkte. Dit concert werd als album uitgebracht en slaagde er verrassend in om na enige tijd de eerste plaats te veroveren van de Oostenrijkse muziekhitlijst. In 1993 aanvaardde Fendrich na Rudi Carrell de presentatie van het ARD-programma Herzblatt, dat hij tot 1997 bij de Duitse televisie presenteerde. In hetzelfde jaar startte hij de comedy-show Nix is fix (ORF/ARD). Het cabarettistische en media-kritische format werd ondanks goede kritieken niet vervolgd.
Overigens werd het album Brüder opgenomen, dat zich na een langere periode ook weer in Duitsland kon plaatsen. Zelfs de in Oostenrijk eerder impopulaire singles Midlife Crisis en Brüder plaatsten zich in de Duitse hitlijst. Toentertijd werd het album, ondanks de grote commerciële successen, in Oostenrijk door de media eerder negatief ontvangen. De oorzaak daarvoor was, dat Fendrich zich met deze lp langzaam afwendde van het Weense dialect. Als reclameactie voor Herzblatt werd ook het ballade-album Lieder mit Gefühl voorgesteld. Muzikaal liet Fendrich in het midden van de jaren 1990 lang niets van zich horen. Zijn grote comeback kwam met het album Blond. Het titelnummer daarbij zou ook een tot nu toe laatste nummer 1-hit worden. De single Blond werd in Oostenrijk 10.000 keer verkocht en met goud onderscheiden. Bovendien werd de song na de programmareform van de populairste Oostenrijkse zender Ö3 als een van de weinige Oostenrijkse liederen bij de radio gespeeld.

### Vanaf 1997
Toen zijn vriend en Austria 3-partner Georg Danzer zijn concert tijdens het Weense Donauinselfest 2007 door zijn vergevorderde longkanker op korte termijn moest afzeggen, verving Fendrich zijn vriend met behoud van gage. Deze overleed op 21 juni, twee dagen voor aanvang van het concert, dat het best bezochte concert was tijdens dit event met 200.000 fans.

### Als Austria 3
In 1997 initieerde Fendrich een als unieke gebeurtenis voorbestemd benefietconcert ten gunste van daklozen, waarbij hij samen met Wolfgang Ambros en Georg Danzer optrad. Het overweldigende succes leidde ertoe, dat dit team als Austria 3 tot 2006 optrad, waarbij gezamenlijke livealbums en compilaties ontstonden. Op 10 juni 2006 gaf de band haar op komst zijnde ontbinding bekend. Hun laatste concert vond plaats in juli 2006 in Altusried. 

### Als acteur
Eveneens in 1997 had hij succes als filmacteur met de hoofdrol in Fröhlich geschieden (ZDF) aan de zijde van Christina Plate en Helmut Fischer. In 1998 speelde hij Billy Flynn in de musical Chicago in het Theater an der Wien, in 2002 en 2003 trad hij op als Jeff Zodiak in de door hem geschreven en door Christian Kolonovitz en Harold Faltermeyer gearrangeerde musical WakeUp in het Raimundtheater.

## Privéleven
Fendrich was van 1984 tot 2003 getrouwd met Andrea Sator, waarmee hij twee zoons en een dochter had, die echter in 1989 in de leeftijd van 17 maanden overleed aan de gevolgen van een virusinfectie. In 2010 werd bekend, dat hij nogmaals vader werd. In december 2010 trouwde hij in Berlijn met zijn langjarige vriendin Ina Nadine Wagler en in maart 2011 kwam hun gemeenschappelijke zoon ter wereld. In november 2016 werd dit huwelijk ontbonden. Hij heeft een vakantiehuis met studio op Mallorca.

## Drugs
Tijdens een politie-observatie werd hij gespot bij de aankoop van cocaïne, dat hij sinds 15 jaar zelf had gebruikt. Direct daarna maakte hij vrijwillig een ontwenningskuur en nam sindsdien deel aan anti-drugs campagnes, maar werd echter weer wegens het bezit van cocaïne tot een geldboete van 37.500 euro veroordeeld.

## Verdere publicaties
In november 2007 verscheen zijn single Wir sind Europa, die hij in de vorige zomer voor EURO 2008 had opgenomen met de Wiener Sängerknaben, Marc Janko, Andrea Ivanschitz en Helge Payer. In 2008 presenteerde Fendrich het tv-programma Sing and Win! bij ATV. In september 2009 publiceerde hij het album Meine Zeit, met daarin de songs Der Mensch ist wie er ist en Bussi, Bussi. Het album kwam in de top van de Oostenrijkse hitlijst. In 2010 verscheen zijn eerste studioalbum Meine Zeit na vier jaar afwezigheid. Na weinig verkoopdagen bereikte het album de goudstatus en de 1e plaats in de Oostenrijkse hitparade. In mei 2013 verscheen het album Besser wirds nicht, met onder andere de single Die, die wandern. Dit album scoorde eveneens een 1e plaats.
Aan het begin van 2015 publiceerde hij ter gelegenheid van zijn 60e verjaardag het album Auf den zweiten Blick, waarop deels minder bekende nummers uit de afgelopen 30 jaar nieuw zijn opgenomen. In oktober 2016 verscheen zijn 17e studioalbum Schwarzoderweiss, met de singles Wenn du was willst en Das Höchste der Gefühle.

## Verder
In maart 2017 moest Fendrich zijn concert in Salzburg na een korte tijd beëindigen wegens acute stemproblemen door een keelontsteking. Verdere termijnen moesten worden verplaatst.
In 2008 speelde hij in het zangspel Im weißen Rößl bij de Seefestspiele Mörbisch de betaalkelner Leopold.

## Onderscheidingen
- 1993: De Oostenrijkse post eerde Rainhard Fendrich met een op 19 maart 1993 verschenen 5,50-schilling-postzegel.
- 1994, 1995: Goldene Romy
- 1989, 1990: RSH-Goud
- 2000: Goldene Romy
- 2015: Großes Goldenes Ehrenzeichen voor Verdiensten voor het Bundesland Niederösterreich
- Hij werd vier keer genomineerd voor een Amadeus Austrian Music Award, maar won hem slechts een keer (2002). Ook werd hij gekozen tot beste entertainer van het jaar 2002.

## Discografie

### Singles
- 1981: Zweierbeziehung
- 1981: Strada del Sole
- 1982: Schickeria
- 1982: Razzia
- 1982: Oben ohne
- 1982: Feine Damen
- 1983: Es lebe der Sport
- 1983: Erobict, sierobict
- 1983: Weus'd a Herz hast wia a Bergwerk
- 1984: Ich bin ein Negerant Madam
- 1984: s Naserl (met Wolfgang Ambros)
- 1985: Haben Sie Wien schon bei Nacht geseh'n
- 1985: Heimatlied
- 1985: Vü schöner is des G'fühl
- 1985: Vü schöner is des G'fühl (live)
- 1986: Malibu
- 1986: Zwischen eins und vier
- 1987: Tränen trocknen schnell
- 1988: Der Wind
- 1988: Macho Macho
- 1988: Tango Korrupti
- 1989: Es ist ein Alptraum ohne Stammbaum
- 1990: I Am from Austria
- 1990: Der Geburtstag
- 1990: Von Zeit zu Zeit
- 1991: Wie Tag und Nacht
- 1991: Tutti Frutti Mutti
- 1992: Der Himmel würfelt leider nicht
- 1993: Midlife Crisis
- 1993: Südafrika
- 1994: Brüder
- 1994: Angelina
- 1997: Little Drummer Boy
- 1997: Blond
- 2001: Entsetzlich hetero
- 2002: Ich glaube (met Udo Jürgens)
- 2004: Engel
- 2006: Nimm mir einfach nur die Angst (met Ina Nadine Wagler)
- 2007: Wir sind Europa (met de Wiener Sängerknaben, Andreas Ivanschitz, Marc Janko en Helge Payer)
- 2010: Bussi, Bussi

### Studioalbums
- 1980: Ich wollte nie einer von denen sein
- 1981: Und alles is ganz anders word'n
- 1982: Zwischen eins und vier
- 1983: Auf und davon
- 1985: Wien bei Nacht
- 1986: Kein schöner Land
- 1988: Voller Mond
- 1989: Von Zeit zu Zeit
- 1991: Nix is fix
- 1993: Brüder
- 1997: Blond
- 2001: Männersache
- 2004: aufLeben
- 2006: hier+jetzt
- 2010: Meine Zeit
- 2013: Besser wird's nicht
- 2016: Schwarzoderweiss

### Livealbums
- 1983: Open Air
- 1985: Live – Alle Zeit der Welt
- 1989: Das Konzert
- 1992: Wiener Festwochen
- 1998: Schwerelos
- 2002: Ein Saitensprung
- 2008: Lieder zum Anfassen - Live
- 2009: Best of Live – 30 Jahre Rainhard Fendrich

### Best Of-albums en compilaties
- 1983: A winzig klaner Tropfen Zeit
- 1987: Rainhard Fendrichs Hitparade
- 1992: Das Beste von Rainhard Fendrich
- 1993: Strada … Austria
- 1994: Lieder mit Gefühl
- 1995: Recycled
- 1995: Die größten Hits aus 15 Jahren
- 2001: Raritäten
- 2005: So weit, so gut … Die größten Hits aus 25 Jahren
- 2006: So ein Theater - Die schönsten Balladen und Liebeslieder
- 2007: Best Of – Wenn das kein Beweis is
- 2015: Auf den zweiten Blick
- 2015: Zwischen heute & gestern – Die ultimative Liedersammlung
- 2015: Zwischen gestern & heute – Die ultimative Liedersammlung

## Videoalbums
- 2002: Ein Saitensprung
- 2004: Jetzt
- 2009: 30 Jahre Live / Live Wiener Donauinsel 2007 (CD/DVD)
- 2013: Besser wird’s nicht – Live

## Filmografie
- 1985: Coconuts
- 1996: Fröhlich geschieden
- 1999: Geliebte Gegner (tv)
- 1999: Das Mädchen aus der Torte (tv)
- 2000: Die Ehre der Strizzis (tv)
- 2001: Eine Insel zum Träumen - Koh Samui
- 2004: Gefühl ist alles

- Biblioteca Nacional de España: XX1596459
- Gemeinsame Normdatei: 118866486
- International Standard Name Identifier: 0000 0000 5937 9087
- Library of Congress Control Number: n90636303
- MusicBrainz: 007bf6ea-117d-49aa-8981-67fc4fda19eb
- Virtual International Authority File: 52487166
- WorldCat: E39PBJhX4m4wPyhqQ3PMKFHKVC